# Sunset Strip
Sunset Strip – miasto w Australii, w stanie Wiktoria.